# Piłka wodna na Letnich Igrzyskach Olimpijskich 1980

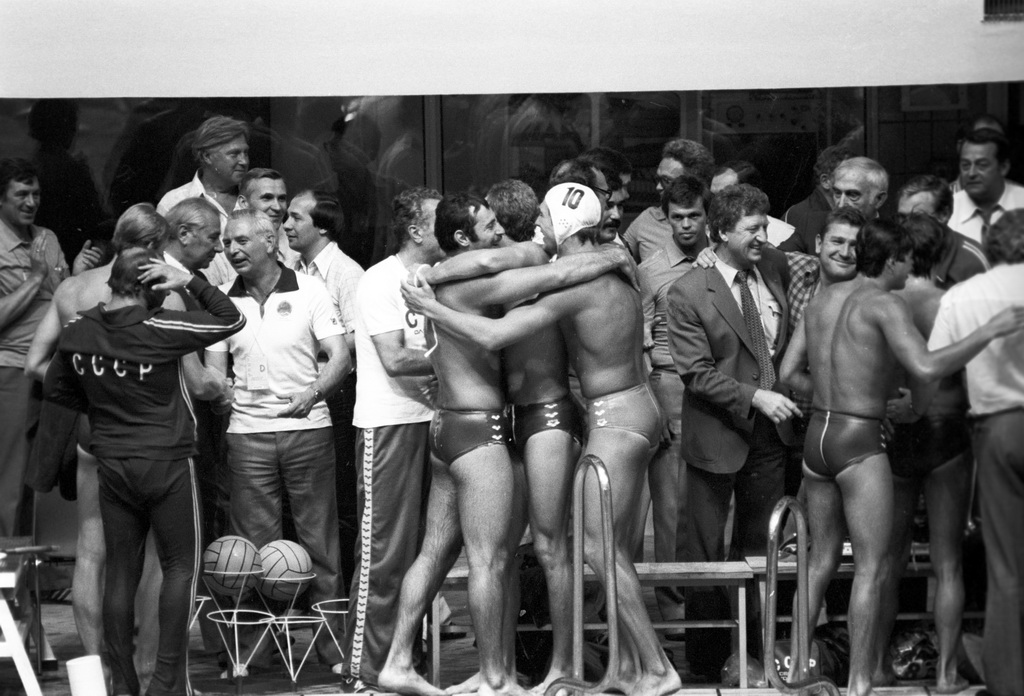
Reprezentanci Związku Radzieckiego świętujący zdobycie złotego medalu.

Rezultaty turnieju w piłce wodnej mężczyzn podczas Letnich Igrzysk Olimpijskich 1980 w Moskwie, który został rozegrany w dniach 20–29 lipca 1980 na dwóch basenach (na stadionie „Łużniki” i stadionie „Olimpijskij”). Złoty medal wywalczyli gospodarze igrzysk. Srebro przypadło zawodnikom z Jugosławii, natomiast brązowy medal zdobyli reprezentanci Węgier.

## Składy poszczególnych reprezentacji
| Australia | Bułgaria | Kuba | Hiszpania | Grecja | Węgry |
| Robert Bryant Martin Callaghan Anthony Falson Randall Goff Andrew Kerr Peter Montgomery Julian Muspratt David Neesham Andrew Steward Charles Turner Michael Turner               | Andreï Andreïew Asen Denczew Biser Gieorgiew Gieorgi Gospodinow Kiril Kiriakow Petar Kostadinow Vasil Nanow Anton Partaliew Matei Popow Volodia Sirakow Nikolai Stamatow | Carlos Benítez Lazaro Costa Orlando Cowley Barbaro Díaz Oriel Domínguez Nelson Domínguez Oscar Periche Arturo Ramos Jorge Rizo Gerardo Rodríguez Pedro Rodríguez    | José Alcazar Jorge Alonso Antonio Aquilar Jorge Carmona Manuel Delgado Antonio Esteller Manuel Estiarte Salvador Franch Pedro Robert Federico Sabria Gaspar Ventura      | Antonios Aronis Ioannis Garifallos Kiriakos Giannopoulos Ioannis Giannouris Andreas Gounas Spyros Kapralos Thomas Karalogos Aris Kefalogiannis Markellos Sitarenios Sotirios Stathakis Ioannis Vossos | Gábor Csapó Tamás Faragó György Gerendás Károly Hauszler György Horkai István Kiss László Kuncz Endre Molnár Attila Sudár István Szívós István Udvardi           |
| Włochy | Holandia | Rumunia | Szwecja | ZSRR | Jugosławia |
| Alberto Alberani Romeo Collina Vincenzo D’Angelo Gianni De Magistris Massimo Fondelli Sante Marsili Alfio Misaggi Umberto Panerai Paolo Ragosa Roldano Simeoni Antonello Steardo | Ton Buunk Wouly de Bie Jan Jaap Korevaar Nico Landeweerd Ruud Misdorp Dick Nieuwenhuizen Eric Noordegraaf Stan van Belkum Aad van Mil Hans van Zeeland Jan Evert Veer    | Dorin Viorel Costras Adrian Nastasiu Dinu Popescu Liviu Râducanu Viorel Rus Claudiu loan Rusu Adrian Schervan Florin Slâvei Ilie Slâvei Doru Spînu Vasile Ungureanu | Per Arne Andersson Sören Carlsson Peter Carlström Arne Claesson Tommy Danielson Anders Flodqvist Gunnar Johansson Kenth Karlson Hans Lundén Lars Skåål Christer Stenberg | Władimir Akimow Ołeksij Barkałow Erkin Szagajew Jewgienij Szaronow Jewgienij Griszyn Michaił Iwanow Aleksandr Kabanow Siergiej Kotienko Giorgi Mszwenieradze Mait Riisman Wiaczesław Sobczenko        | Milivoj Bebić Zoran Gopčević Milorad Krivokapić Boško Lozica Predrag Manojlović Zoran Mustur Damir Polić Zoran Roje Ratko Rudić Slobodan Trifunović Luka Vezilić |

## Rezultaty

### Faza eliminacyjna

#### Grupa A
| Poz. | Drużyna  | Pkt | Mecze | Zwycięstwa | Remisy | Porażki | Bramki zdobyte | Bramki stracone | +/− |
| ---- | -------- | --- | ----- | ---------- | ------ | ------- | -------------- | --------------- | --- |
| 1.   | Węgry    | 5   | 3     | 2          | 1      | 0       | 19             | 14              | +5  |
| 2.   | Holandia | 4   | 3     | 2          | 0      | 1       | 16             | 15              | +1  |
| 3.   | Rumunia  | 3   | 3     | 1          | 1      | 1       | 15             | 15              | 0   |
| 4.   | Grecja   | 0   | 3     | 0          | 0      | 3       | 16             | 22              | –6  |

| 20 lipca 1980 | Węgry | 6:6 | Rumunia |  |
|               |       |     |         |  |

| 20 lipca 1980 | Grecja | 7:8 | Holandia |  |
|               |        |     |          |  |

| 21 lipca 1980 | Węgry | 5:3 | Holandia |  |
|               |       |     |          |  |

| 21 lipca 1980 | Grecja | 4:6 | Rumunia |  |
|               |        |     |         |  |

| 22 lipca 1980 | Węgry | 8:5 | Grecja |  |
|               |       |     |        |  |

| 22 lipca 1980 | Rumunia | 3:5 | Holandia |  |
|               |         |     |          |  |

#### Grupa B
| Poz. | Drużyna   | Pkt | Mecze | Zwycięstwa | Remisy | Porażki | Bramki zdobyte | Bramki stracone | +/− |
| ---- | --------- | --- | ----- | ---------- | ------ | ------- | -------------- | --------------- | --- |
| 1.   | ZSRR      | 6   | 3     | 3          | 0      | 0       | 24             | 10              | +14 |
| 2.   | Hiszpania | 4   | 3     | 2          | 0      | 1       | 15             | 11              | +4  |
| 3.   | Włochy    | 1   | 3     | 0          | 1      | 2       | 14             | 17              | –2  |
| 4.   | Szwecja   | 1   | 3     | 0          | 1      | 2       | 8              | 23              | –15 |

| 20 lipca 1980 | Szwecja | 3:7 | Hiszpania |  |
|               |         |     |           |  |

| 20 lipca 1980 | ZSRR | 8:6 | Włochy |  |
|               |      |     |        |  |

| 21 lipca 1980 | Szwecja | 4:4 | Włochy |  |
|               |         |     |        |  |

| 21 lipca 1980 | ZSRR | 4:3 | Hiszpania |  |
|               |      |     |           |  |

| 22 lipca 1980 | Szwecja | 1:12 | ZSRR |  |
|               |         |      |      |  |

| 22 lipca 1980 | Hiszpania | 5:4 | Włochy |  |
|               |           |     |        |  |

### Grupa C
| Poz. | Drużyna    | Pkt | Mecze | Zwycięstwa | Remisy | Porażki | Bramki zdobyte | Bramki stracone | +/− |
| ---- | ---------- | --- | ----- | ---------- | ------ | ------- | -------------- | --------------- | --- |
| 1.   | Jugosławia | 5   | 3     | 2          | 1      | 0       | 24             | 10              | +14 |
| 2.   | Kuba       | 5   | 3     | 2          | 1      | 0       | 19             | 11              | +8  |
| 3.   | Australia  | 2   | 3     | 1          | 0      | 2       | 15             | 20              | –5  |
| 4.   | Bułgaria   | 0   | 3     | 0          | 0      | 3       | 8              | 25              | –17 |

| 20 lipca 1980 | Jugosławia | 6:6 | Kuba |  |
|               |            |     |      |  |

| 20 lipca 1980 | Australia | 9:5 | Bułgaria |  |
|               |           |     |          |  |

| 21 lipca 1980 | Jugosławia | 9:2 | Bułgaria |  |
|               |            |     |          |  |

| 21 lipca 1980 | Australia | 4:6 | Kuba |  |
|               |           |     |      |  |

| 22 lipca 1980 | Jugosławia | 9:2 | Australia |  |
|               |            |     |           |  |

| 22 lipca 1980 | Kuba | 7:1 | Bułgaria |  |
|               |      |     |          |  |

### Faza finałowa

#### Grupa A
| Poz. | Drużyna    | Pkt | Mecze | Zwycięstwa | Remisy | Porażki | Bramki zdobyte | Bramki stracone | +/− |
| ---- | ---------- | --- | ----- | ---------- | ------ | ------- | -------------- | --------------- | --- |
| 1.   | ZSRR       | 10  | 5     | 5          | 0      | 0       | 34             | 21              | +13 |
| 2.   | Jugosławia | 7   | 5     | 3          | 1      | 1       | 34             | 32              | +2  |
| 3.   | Węgry      | 6   | 5     | 3          | 0      | 2       | 32             | 30              | +2  |
| 4.   | Hiszpania  | 4   | 5     | 2          | 0      | 3       | 28             | 31              | –3  |
| 5.   | Kuba       | 2   | 5     | 0          | 2      | 3       | 31             | 38              | –7  |
| 6.   | Holandia   | 1   | 5     | 0          | 1      | 4       | 26             | 33              | –7  |

| 24 lipca 1980 | Węgry | 4:5 | ZSRR |  |
|               |       |     |      |  |

| 24 lipca 1980 | Holandia | 5:6 | Hiszpania |  |
|               |          |     |           |  |

| 24 lipca 1980 | Jugosławia | 7:7 | Kuba |  |
|               |            |     |      |  |

| 25 lipca 1980 | Węgry | 7:8 | Jugosławia |  |
|               |       |     |            |  |

| 25 lipca 1980 | Holandia | 7:7 | Kuba |  |
|               |          |     |      |  |

| 25 lipca 1980 | ZSRR | 6:2 | Hiszpania |  |
|               |      |     |           |  |

| 26 lipca 1980 | Węgry | 6:5 | Hiszpania |  |
|               |       |     |           |  |

| 26 lipca 1980 | Holandia | 4:5 | Jugosławia |  |
|               |          |     |            |  |

| 26 lipca 1980 | ZSRR | 8:5 | Kuba |  |
|               |      |     |      |  |

| 27 lipca 1980 | Węgry | 7:5 | Kuba |  |
|               |       |     |      |  |

| 27 lipca 1980 | Holandia | 3:7 | ZSRR |  |
|               |          |     |      |  |

| 27 lipca 1980 | Hiszpania | 6:7 | Jugosławia |  |
|               |           |     |            |  |

| 29 lipca 1980 | Węgry | 8:7 | Holandia |  |
|               |       |     |          |  |

| 29 lipca 1980 | ZSRR | 8:7 | Jugosławia |  |
|               |      |     |            |  |

| 29 lipca 1980 | Hiszpania | 9:7 | Kuba |  |
|               |           |     |      |  |

#### Grupa B
| Poz. | Drużyna   | Pkt | Mecze | Zwycięstwa | Remisy | Porażki | Bramki zdobyte | Bramki stracone | +/− |
| ---- | --------- | --- | ----- | ---------- | ------ | ------- | -------------- | --------------- | --- |
| 7.   | Australia | 9   | 5     | 4          | 1      | 0       | 30             | 19              | +11 |
| 8.   | Włochy    | 8   | 5     | 4          | 0      | 1       | 26             | 18              | +8  |
| 9.   | Rumunia   | 7   | 5     | 3          | 1      | 1       | 36             | 26              | +10 |
| 10.  | Grecja    | 4   | 5     | 2          | 0      | 3       | 28             | 28              | 0   |
| 11.  | Szwecja   | 2   | 5     | 1          | 0      | 4       | 23             | 40              | –17 |
| 12.  | Bułgaria  | 0   | 5     | 0          | 0      | 5       | 25             | 37              | –12 |

| 24 lipca 1980 | Rumunia | 3:5 | Włochy |  |
|               |         |     |        |  |

| 24 lipca 1980 | Grecja | 9:5 | Szwecja |  |
|               |        |     |         |  |

| 24 lipca 1980 | Australia | 8:5 | Bułgaria |  |
|               |           |     |          |  |

| 25 lipca 1980 | Rumunia | 4:4 | Australia |  |
|               |         |     |           |  |

| 25 lipca 1980 | Grecja | 6:4 | Bułgaria |  |
|               |        |     |          |  |

| 25 lipca 1980 | Włochy | 8:3 | Szwecja |  |
|               |        |     |         |  |

| 26 lipca 1980 | Rumunia | 8:3 | Szwecja |  |
|               |         |     |         |  |

| 26 lipca 1980 | Grecja | 2:4 | Australia |  |
|               |        |     |           |  |

| 26 lipca 1980 | Włochy | 5:4 | Bułgaria |  |
|               |        |     |          |  |

| 28 lipca 1980 | Rumunia | 10:6 | Bułgaria |  |
|               |         |      |          |  |

| 28 lipca 1980 | Grecja | 3:4 | Włochy |  |
|               |        |     |        |  |

| 28 lipca 1980 | Szwecja | 4:9 | Australia |  |
|               |         |     |           |  |

| 29 lipca 1980 | Rumunia | 11:8 | Grecja |  |
|               |         |      |        |  |

| 29 lipca 1980 | Włochy | 4:5 | Australia |  |
|               |        |     |           |  |

| 29 lipca 1980 | Szwecja | 8:6 | Bułgaria |  |
|               |         |     |          |  |

## Zestawienie końcowe drużyn
| Poz. | Drużyna           | Mecze | Zwycięstwa | Remisy | Porażki | Bramki zdobyte | Bramki stracone | +/− | Pkt |
| ---- | ----------------- | ----- | ---------- | ------ | ------- | -------------- | --------------- | --- | --- |
| 1    | Związek Radziecki | 8     | 8          | 0      | 0       | 58             | 31              | +27 | 16  |
| 2    | Jugosławia        | 8     | 5          | 2      | 1       | 58             | 42              | +16 | 12  |
| 3    | Węgry             | 8     | 5          | 1      | 2       | 51             | 44              | +7  | 11  |
| 4    | Hiszpania         | 8     | 4          | 0      | 4       | 43             | 42              | +1  | 8   |
| 5    | Kuba              | 8     | 2          | 3      | 3       | 50             | 49              | +1  | 5   |
| 6    | Holandia          | 8     | 2          | 1      | 5       | 42             | 48              | -6  | 5   |
| 7    | Australia         | 8     | 5          | 1      | 2       | 45             | 39              | +6  | 11  |
| 8    | Włochy            | 8     | 4          | 1      | 3       | 40             | 35              | +5  | 9   |
| 9    | Rumunia           | 8     | 4          | 2      | 2       | 51             | 41              | +10 | 10  |
| 10   | Grecja            | 8     | 2          | 0      | 6       | 44             | 50              | -6  | 4   |
| 11   | Szwecja           | 8     | 1          | 1      | 6       | 31             | 63              | -32 | 3   |
| 12   | Bułgaria          | 8     | 0          | 0      | 8       | 33             | 62              | -29 | 0   |

## Medaliści
| Zawody                                                                 | | | |
| ---------------------------------------------------------------------- | --- | --- | --- |
| Piłka wodna na Letnich Igrzyskach Olimpijskich 1980 – turniej mężczyzn | ZSRR Władimir Akimow · Ołeksij Barkałow · Erkin Szagajew · Jewgienij Szaronow · Jewgienij Griszin · Michaił Iwanow · Aleksandr Kabanow · Siergiej Kotenko · Giorgi Mszwenieradze · Mait Riisman · Wiaczesław Sobczenko | Jugosławia Milivoj Bebić · Zoran Gopčević · Milorad Krivokapić · Boško Lozica · Predrag Manojlović · Zoran Mustur · Damir Polić · Zoran Roje · Ratko Rudić · Slobodan Trifunović · Luko Vezilić | Węgry Gábor Csapó · Tamás Faragó · György Gerandás · Károly Hauszler · György Horkai · István Kiss · László Kuncz · Endre Molnár · Attila Sudár · István Szívós · István Udvardi |